# Elodina angulipennis
Espèce
Elodina angulipennis est une espèce de lépidoptères (papillons) de la famille des Pieridae, de la sous-famille des Pierinae.
- Répartition : Australie.